# Auszugsmehl
Auszugsmehl ist ein heute in Deutschland nicht mehr üblicher Begriff für Weizenmehl Type 405 (in der Schweiz: Weissmehl). In Österreich ist Weizenauszugsmehl eine offizielle Bezeichnung der Mehltype W480 im österreichischen Lebensmittelbuch. Auszugsmehl ist ein Getreidemehl, das aus Weizenkörnern gemahlen wird und auch Weißmehl, Semmelmehl, Kuchenmehl, Patentmehl oder Endospermmehl genannt wird.
Während in der Müllerei Auszugsmehl ausschließlich mit Weizenmehl in Verbindung steht, ist im Handel der Begriff auch für andere Getreidemehle üblich. Obwohl die Vermahlungsdiagramme von Brotgetreide unterschiedlich sind, kann aus fast jedem Getreide helles Kernmehl gewonnen werden. Deshalb kann man durchaus bei anderen Mehlen von Auszugsmehl sprechen. Auszugsmehl ist immer ein helles, kleberreiches und kleiearmes (mineralstoffarmes) Mehl.
Auszugsmehl wird vorwiegend aus dem ersten Schrot gewonnen. Für Auszugsmehl wird der innere Kern des Kornes (Endosperm) separiert, also von den Schalenteilen getrennt. In der Verbundvermahlung wird diese Fraktion aus dem weiteren Bearbeitungsprozess herausgezogen – daher der Name. Die Trennung geschieht durch Sieben, (Sichten) oder durch physikalische Trennung, beispielsweise im Luftstrom (Zyklon). Die Mehlausbeute liegt dabei zwischen 30 und 60 %, enthält also nur Bestandteile des Endosperms. Werden die verbleibenden 40 bis 70 % des Weizenkorns weiter vermahlen, so entstehen die dunkleren Mehltypen und Kleie.
Durch den geringen Kleieanteil wird es bevorzugt für Feine Backwaren wie Kuchen, Torten, Konditoreierzeugnisse verwendet, weil es hervorragende Backeigenschaften besitzt. 
Helle Mehle sind länger haltbar als Vollkornmehle, weil sie keine Rückstände des ölhaltigen Keimlings enthalten. Dieser wird beim Mahlvorgang aufgebrochen, wodurch das Öl mit dem Luftsauerstoff reagieren kann und das Mehl danach ranzig schmeckt.
In der Schweiz wird Auszugsmehl als „Weissmehl“ bezeichnet. Danach folgen mit aufsteigend höherem Ausmahlungsgrad „Halbweissmehl“, „Ruchmehl“ und „Vollkornmehl“ mit einem Ausmahlungsgrad von ca. 98 % des ganzen Korns.